# Estación de Valdepeñas
Valdepeñas es una estación ferroviaria situada en el municipio español de Valdepeñas en la provincia de Ciudad Real, comunidad autónoma de Castilla-La Mancha. Dispone de servicios de larga y media distancia operados por Renfe. En 2020 la estación registró 34 089 usuarios, correspondiendo 7 676 a los servicios de largo recorrido y 26 413 a los servicios de media distancia.

## Situación ferroviaria
La estación pertenece a la línea férrea 400 de la red ferroviaria española de ancho ibérico que une Alcázar de San Juan con Cádiz, punto kilométrico 224,9. Las instalaciones están situadas a 698,45 metros de altitud, entre las estaciones de Consolación y de Santa Cruz de Mudela. El tramo es de vía doble y está electrificado.

## Historia
La estación fue abierta al tráfico el 21 de abril de 1862 con la puesta en marcha del tramo Manzanares-Santa Cruz de Mudela de la línea que pretendía unir inicialmente Manzanares con Córdoba. La obtención de la concesión de dicha línea por parte de la compañía MZA fue de gran importancia para ella, dado que permitía su expansión hacia el sur tras lograr enlazar con Madrid los dos destinos que hacían honor a su nombre (Zaragoza y Alicante). A partir de 1893 en sus cercanías se ubicó otra estación que acogía las instalaciones del ferrocarril Valdepeñas-Puertollano, operativo hasta 1963.
En 1941 la nacionalización de la red ferroviaria de ancho ibérico supuso el final de «MZA» y el nacimiento de RENFE, que se hizo cargo de las instalaciones de Valdepeñas.
El 30 de septiembre de 1960 llegó la electrificación a la estación, al completarse el tramo Alcázar de San Juan-Santa Cruz de Mudela. No obstante la electrificación hasta Madrid no llegaría hasta 1963. En 1980 llegó la doble vía al desdoblarse el tramo entre Manzanares y Santa Cruz de Mudela.
Desde enero de 2005, con la extinción de la antigua RENFE, el ente Adif pasó a ser el titular de las instalaciones ferroviarias y Renfe Operadora pasó a explotar la línea.

## La estación

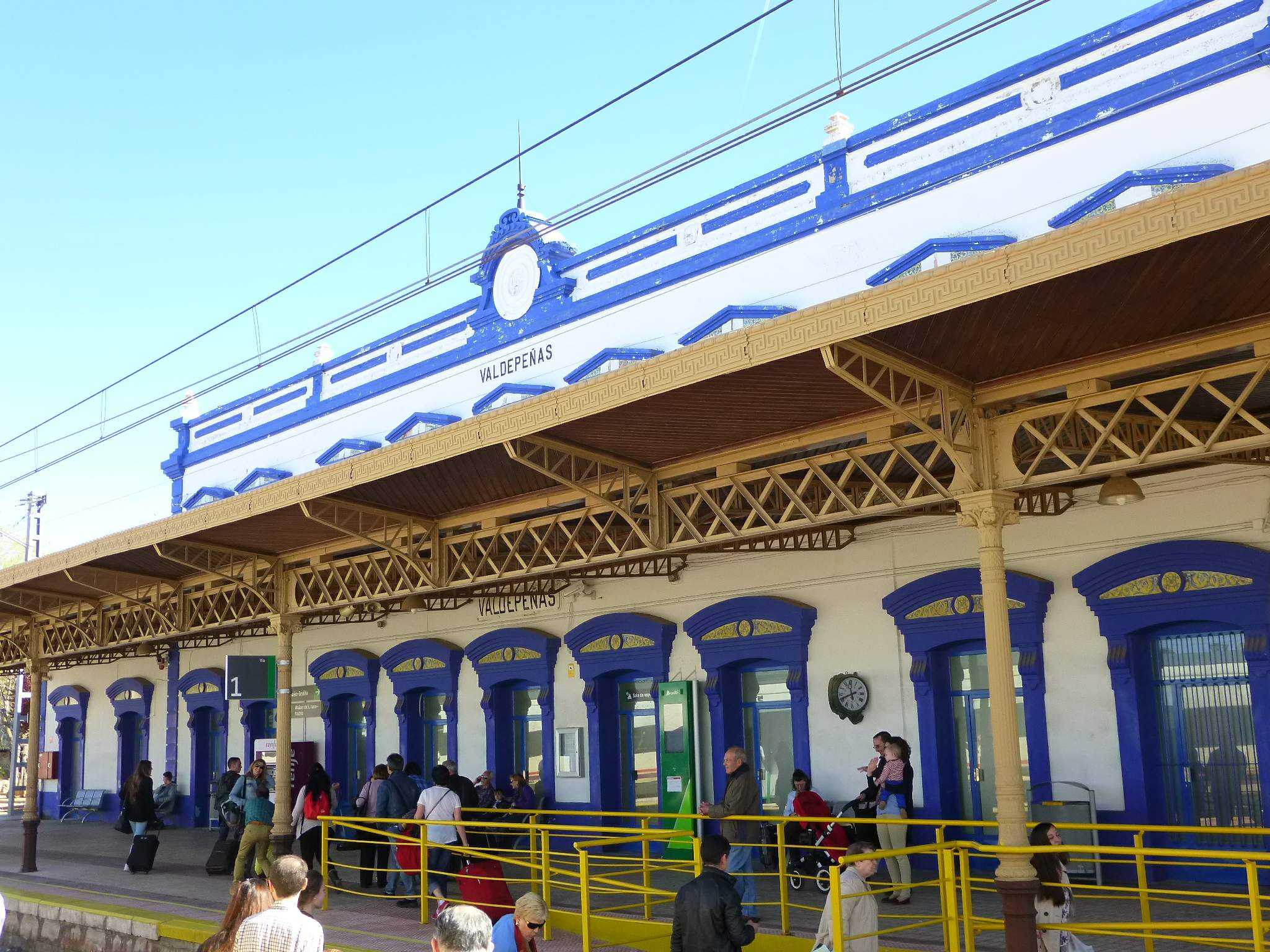
Aspecto de los andenes de la estación en 2015

Se sitúa al oeste del centro urbano. El amplio edificio para viajeros es de base rectangular y de dos alturas. Dispone de unos anexos laterales de una única planta añadidos por MZA en 1917. Tiene doble marquesina metálica adosada a sus dos fachadas, a la principal y a la interior cubriendo así parcialmente el andén lateral. Unos pequeños frontones generalmente triangulares ornan los diferentes vanos del recinto. En el exterior posee zonas ajardinadas y un aparcamiento de diez plazas y dos plazas más para usuarios con movilidad reducida.

## Servicios ferroviarios

### Larga Distancia
Principalmente, existe un Talgo diario entre Sevilla-Santa Justa y Barcelona-Estación de Francia. La puesta en marcha del AVE en 1992, que deriva el tráfico hacia Sevilla principalmente por Ciudad Real, supuso una reducción de servicios que afectó negativamente a la estación.

### Media Distancia
Los trenes MD que prestan servicio a esta estación suelen ser de la serie R-449, en alguna ocasión la serie 470 y excepcionalmente, por trenes S-121.

Los servicios de Media Distancia de Renfe ofrecen dos relaciones diarias entre Madrid y Jaén en ambos sentidos gracias a trenes MD.